# Haubstadt
Haubstadt és una població dels Estats Units a l'estat d'Indiana. Segons el cens del 2007 tenia 2.021 habitants.

## Demografia
Segons el cens del 2000, Haubstadt tenia 1.529 habitants, 613 habitatges, i 424 famílies. La densitat de població era de 855,6 habitants/km².
Dels 613 habitatges en un 34,6% hi vivien nens de menys de 18 anys, en un 59,7% hi vivien parelles casades, en un 7,5% dones solteres, i en un 30,7% no eren unitats familiars. En el 28,7% dels habitatges hi vivien persones soles el 12,9% de les quals corresponia a persones de 65 anys o més que vivien soles. El nombre mitjà de persones vivint en cada habitatge era de 2,48 i el nombre mitjà de persones que vivien en cada família era de 3,08.
Per edats la població es repartia de la següent manera: un 26,8% tenia menys de 18 anys, un 5,6% entre 18 i 24, un 30,3% entre 25 i 44, un 21,1% de 45 a 60 i un 16,3% 65 anys o més.
L'edat mediana era de 38 anys. Per cada 100 dones de 18 o més anys hi havia 95,6 homes.
La renda mediana per habitatge era de 42.837$ i la renda mediana per família de 54.000$. Els homes tenien una renda mediana de 37.098$ mentre que les dones 24.750$. La renda per capita de la població era de 22.482$. Entorn del 4% de les famílies i el 5,7% de la població estaven per davall del llindar de pobresa.

## Poblacions més properes
El següent diagrama mostra les poblacions més properes.